# Orde van Onze-Lieve-Vrouwe van de Behoeftigen van Aubrac
De Orde van Onze-Lieve-Vrouwe van de behoeftigen van Aubrac werd door Allard, burggraaf van Vlaanderen in 1120 gesticht. De burggraaf vervulde daarmee een gelofte dat hij een hospitaal en een ridderorde die deze inrichting zou ondersteunen, zou stichten wanneer hij van de hem op de terugweg van zijn pelgrimstocht naar Santiago de Compostella door rovers toegebrachte verwondingen zou herstellen.

De orde had als taak de pelgrims te beschermen en de rovers te bestrijden.Ook het verplegen van zieken behoorde tot de taken van de orde die uit priesters, ridders, monniken en lekenbroeders bestond.

De donaten waren aangewezen op het grovere werk in de hospitalen en de op de velden van de orde te verrichten. Ook edelvrouwen en adellijke juffrouwen werden in de orde opgenomen.

De orde werd in 1162 door paus Alexander III bevestigd en de Orde bloeide vele eeuwen totdat Lodewijk XIV het grootmeesterschap aan zich trok en de inkomsten van de orde als commanderie aan gunstelingen toewees. De Franse Revolutie maakte in 1792 een einde aan de orde door de bezittingen te nationaliseren en de orde op te heffen.

Ackermann vermeldt de orde als een historische orde van Frankrijk.